# 浑河之战 (1585年)
渾河之戰发生于明萬曆十三年（1585年），由努爾哈赤以80人擊敗哲陳部800人。
明萬曆十三年（1585年），努爾哈赤率步騎500人征哲陳部，途中遇河水暴漲，令眾兵回，只帶80人（綿甲50人、鐵甲30人）繼續前進。哲陳部主聯合王城之兵800人迎戰，努爾哈赤部下大驚，只有穆爾哈齊及近侍顏祿、兀凌噶與努爾哈赤等4人衝入敵陣，敵兵張皇而逃。渾河之戰，建州軍死傷甚多，雅巴海、布哈、巴顏、孫扎欽、雅木棒由里、郎格、實爾泰、杜木布等皆戰死，為了穩定軍心，努爾哈赤大行祭奠亡魂。